# Peyrusse-Grande
Pour les articles homonymes, voir Peyrusse (homonymie).
Peyrusse-Grande est une commune française située dans le centre du département du Gers en région Occitanie. Sur le plan historique et culturel, la commune est dans le Pays d'Auch, un territoire céréalier et viticole qui s'est également constitué en pays au sens aménagement du territoire en 2003.
Exposée à un climat océanique altéré, elle est drainée par la Douze, l'Auzoue, la Guiroue et par divers autres petits cours d'eau. La commune possède un patrimoine naturel remarquable composé de deux zones naturelles d'intérêt écologique, faunistique et floristique.
Peyrusse-Grande est une commune rurale qui compte 149 habitants en 2022, après avoir connu un pic de population de 1 250 habitants en 1831.  Ses habitants sont appelés les Peyrussais ou  Peyrussaises.
Le patrimoine architectural de la commune comprend un immeuble protégé au titre des monuments historiques : l'église Saint-Mamet, classée en 1972.

## Géographie

### Localisation
Peyrusse-Grande est une commune située à l'ouest d'Auch et à l'est de Nogaro, à 9 km au sud de Lupiac, dans le pays de d'Artagnan.

### Communes limitrophes
Les communes limitrophes sont  Bassoues, Callian, Cazaux-d'Anglès, Gazax-et-Baccarisse, Lupiac, Peyrusse-Vieille et Saint-Pierre-d'Aubézies.
| Saint-Pierre-d'Aubézies (sur 50 m) | Lupiac          | Cazaux-d'Anglès |
| Peyrusse-Vieille                   | Peyrusse-Grande | Callian         |
| Gazax-et-Baccarisse                | Bassoues        |                 |

### Géologie et relief
Peyrusse-Grande se situe en zone de sismicité 2 (sismicité faible).

### Hydrographie

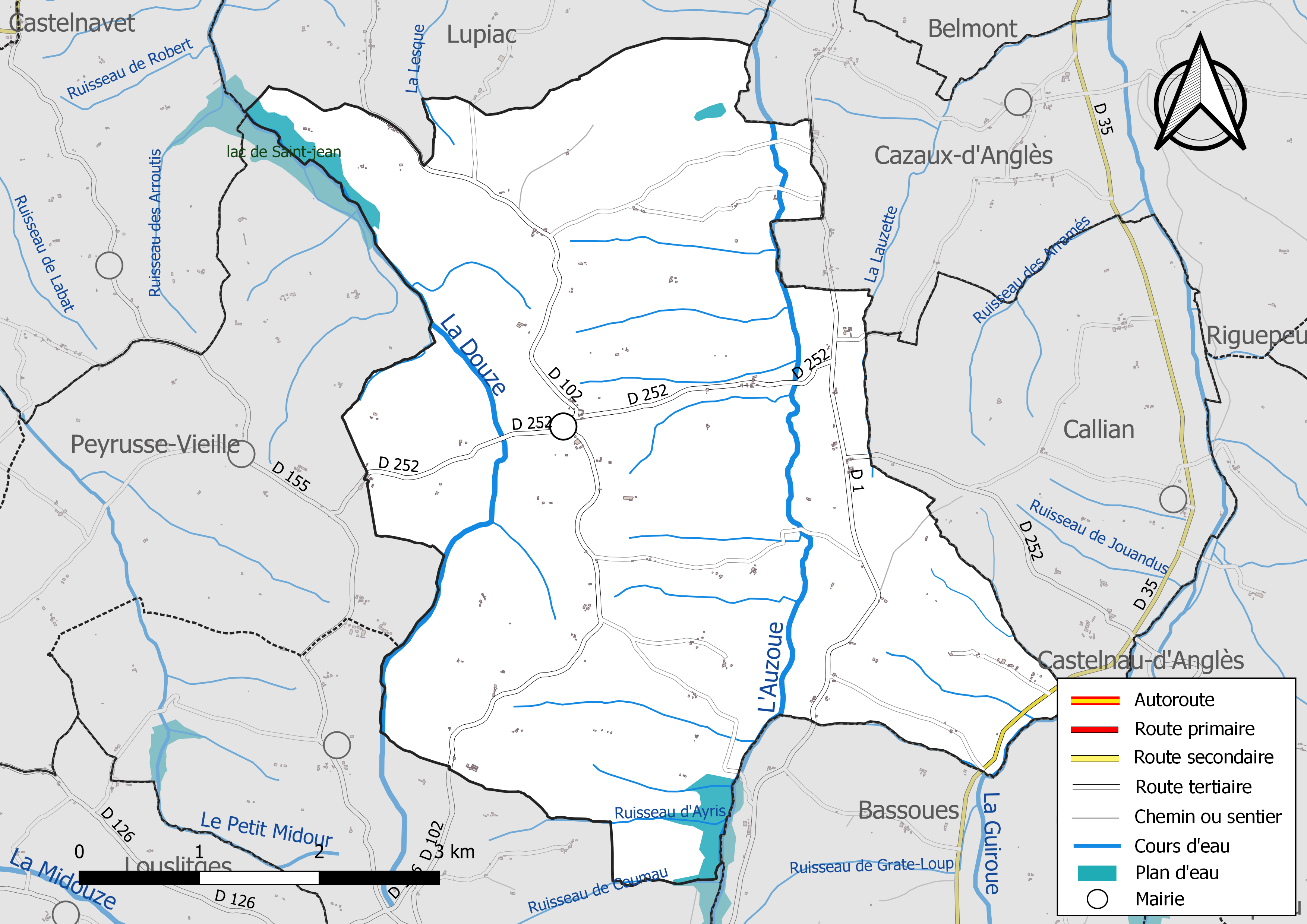
Réseaux hydrographique et routier de Peyrusse-Grande.

La commune est pour partie dans le bassin de l'Adour et pour partie dans le bassin de la Garonne, au sein du bassin hydrographique Adour-Garonne. Elle est drainée par la Douze, l'Auzoue, la Guiroue, la Lauzette, la Lesque, le ruisseau d'Ayris, le ruisseau de Coumau et par divers petits cours d'eau, qui constituent un réseau hydrographique de 31 km de longueur totale,.
La Douze, d'une longueur totale de 123,5 km, prend sa source dans la commune de Gazax-et-Baccarisse et s'écoule du sud-est vers le nord-ouest puis vers le sud. Elle traverse la commune et se jette dans la Midouze à Mont-de-Marsan, après avoir traversé 34 communes.
L'Auzoue, d'une longueur totale de 74,3 km, prend sa source dans la commune de Mascaras et s'écoule vers le nord. Il traverse la commune et se jette dans la Gélise à Réaup-Lisse, après avoir traversé 19 communes.
La Guiroue, d'une longueur totale de 26,3 km, prend sa source dans la commune de Saint-Christaud et s'écoule vers le nord. Elle traverse la commune et se jette dans l'Osse à Vic-Fezensac, après avoir traversé 11 communes.

### Climat
Pour des articles plus généraux, voir Climat de l'Occitanie et Climat du Gers.
En 2010, le climat de la commune est de type climat océanique altéré, selon une étude s'appuyant sur une série de données couvrant la période 1971-2000. En 2020, Météo-France publie une typologie des climats de la France métropolitaine dans laquelle la commune est toujours exposée à un climat océanique altéré et est dans la région climatique Aquitaine, Gascogne, caractérisée par une pluviométrie abondante au printemps, modérée en automne, un faible ensoleillement au printemps, un été chaud (19,5 °C), des vents faibles, des brouillards fréquents en automne et en hiver et des orages fréquents en été (15 à 20 jours).
Pour la période 1971-2000, la température annuelle moyenne est de 12,8 °C, avec une amplitude thermique annuelle de 14,7 °C. Le cumul annuel moyen de précipitations est de 904 mm, avec 10,5 jours de précipitations en janvier et 7 jours en juillet. Pour la période 1991-2020, la température moyenne annuelle observée sur la station météorologique installée sur la commune est de 13,7 °C et le cumul annuel moyen de précipitations est de 835,1 mm,. Pour l'avenir, les paramètres climatiques de la commune estimés pour 2050 selon différents scénarios d'émission de gaz à effet de serre sont consultables sur un site dédié publié par Météo-France en novembre 2022.
| Mois                                  | jan.             | fév.            | mars          | avril           | mai           | juin           | jui.            | août          | sep.            | oct.          | nov.          | déc.            | année      |
| ------------------------------------- | ---------------- | --------------- | ------------- | --------------- | ------------- | -------------- | --------------- | ------------- | --------------- | ------------- | ------------- | --------------- | ---------- |
| Température minimale moyenne (°C)     | 3                | 3,3             | 5,6           | 7,6             | 10,9          | 14,1           | 16,1            | 16,2          | 13,4            | 10,5          | 6,4           | 4               | 9,3        |
| Température moyenne (°C)              | 6,2              | 7,1             | 10            | 12,3            | 15,8          | 19,3           | 21,4            | 21,7          | 18,6            | 14,8          | 9,8           | 7,2             | 13,7       |
| Température maximale moyenne (°C)     | 9,5              | 10,9            | 14,5          | 16,9            | 20,8          | 24,5           | 26,8            | 27,3          | 23,9            | 19            | 13,2          | 10,4            | 18,1       |
| Record de froid (°C) date du record   | −10,5 18.01.1987 | −10,1 08.02.12  | −7,3 01.03.05 | −2,6 12.04.1986 | 1,3 05.05.19  | 6,8 07.06.1986 | 9 04.07.1990    | 7 11.08.01    | 4 18.09.01      | −1,7 25.10.03 | −4,6 16.11.07 | −7,8 29.12.1996 | −10,5 1987 |
| Record de chaleur (°C) date du record | 20,7 04.01.22    | 24,6 24.02.1990 | 28 21.03.1990 | 28,2 30.04.05   | 32,9 30.05.01 | 40,8 18.06.22  | 40,4 20.07.1989 | 40,8 24.08.23 | 38,2 16.09.1987 | 32,4 01.10.23 | 25,3 01.11.20 | 22,9 17.12.1987 | 40,8 2023  |
| Précipitations (mm)                   | 76,8             | 59,8            | 67            | 83,1            | 86,3          | 64,1           | 54,8            | 55,5          | 60              | 64,2          | 89,1          | 74,4            | 835,1      |

### Milieux naturels et biodiversité
L’inventaire des zones naturelles d'intérêt écologique, faunistique et floristique (ZNIEFF) a pour objectif de réaliser une couverture des zones les plus intéressantes sur le plan écologique, essentiellement dans la perspective d’améliorer la connaissance du patrimoine naturel national et de fournir aux différents décideurs un outil d’aide à la prise en compte de l’environnement dans l’aménagement du territoire.
Une ZNIEFF de type 1 est recensée sur la commune :
le « lac de Saint-Jean et forêt de Peyrusse-Grande » (243 ha), couvrant 4 communes du département et une ZNIEFF de type 2, : 
« la Douze et milieux annexes » (11 575 ha), couvrant 29 communes dont 26 dans le Gers et trois dans les Landes.

Carte des ZNIEFF de type 1 et 2 à Peyrusse-Grande.
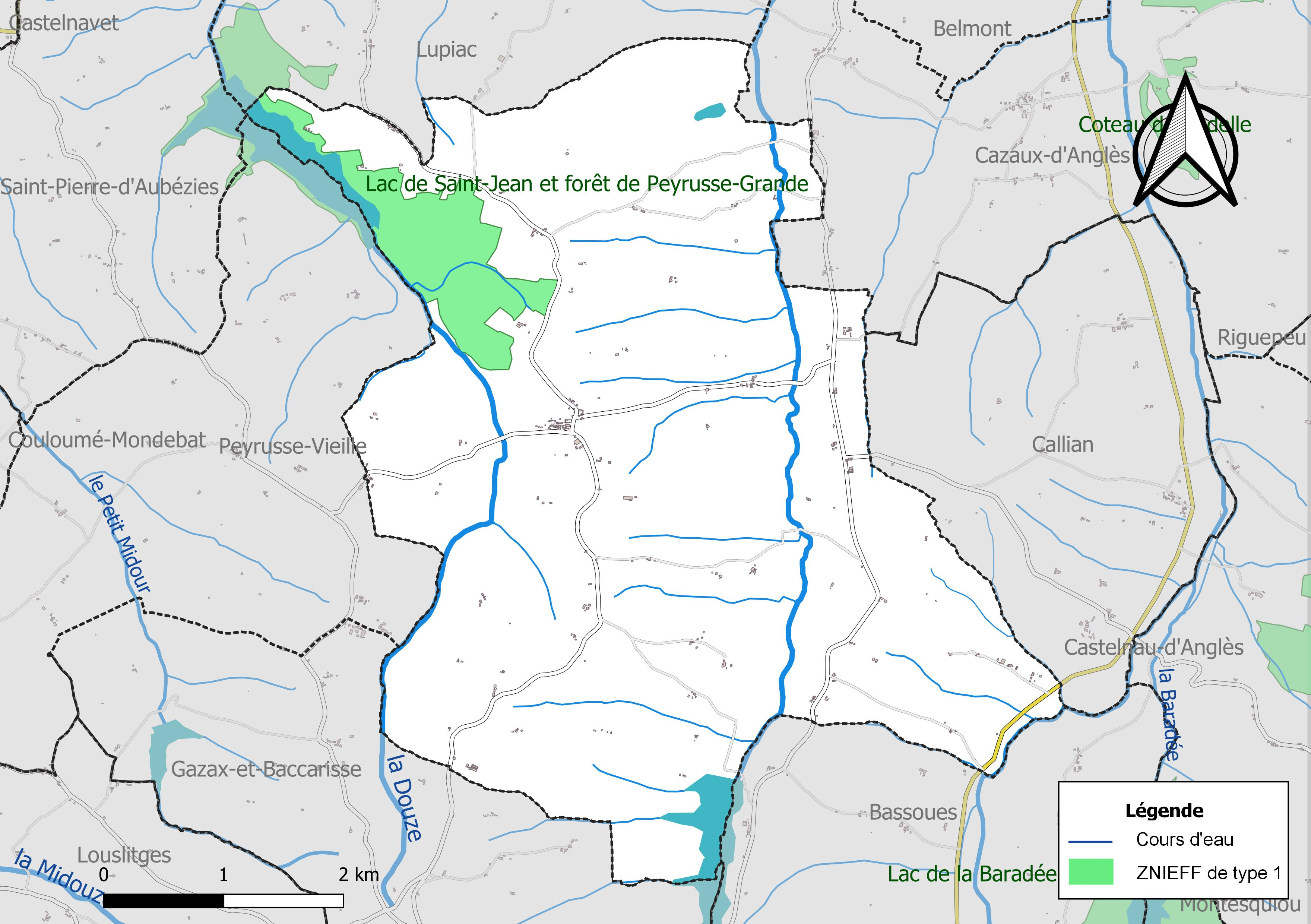
Carte de la ZNIEFF de type 1 sur la commune.
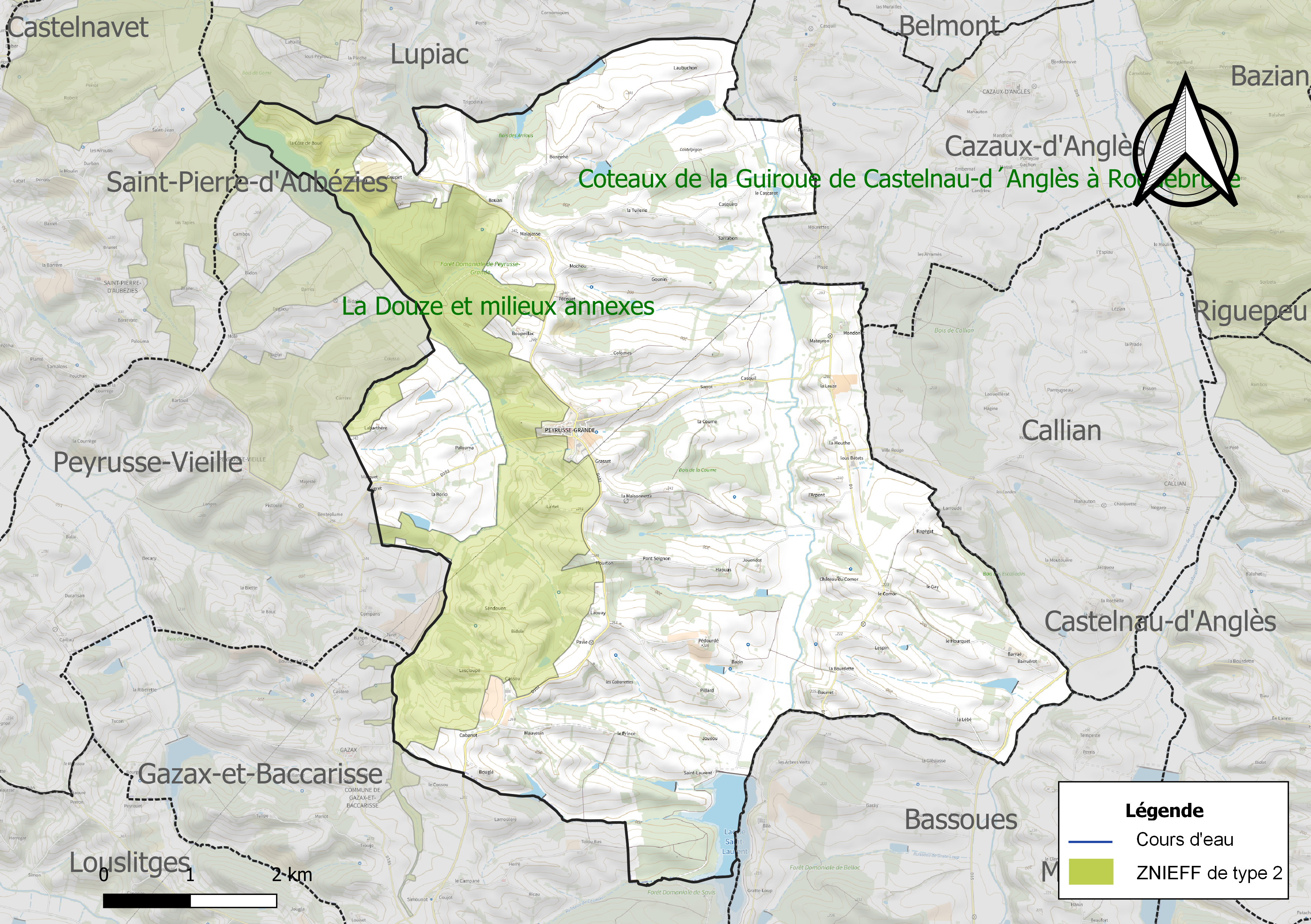
Carte de la ZNIEFF de type 2 sur la commune.

## Urbanisme

### Typologie
Au 1er janvier 2024, Peyrusse-Grande est catégorisée commune rurale à habitat très dispersé, selon la nouvelle grille communale de densité à sept niveaux définie par l'Insee en 2022.
Elle est située hors unité urbaine et hors attraction des villes,.

### Occupation des sols
L'occupation des sols de la commune, telle qu'elle ressort de la base de données européenne d’occupation biophysique des sols Corine Land Cover (CLC), est marquée par l'importance des territoires agricoles (84,1 % en 2018), une proportion sensiblement équivalente à celle de 1990 (84,7 %). La répartition détaillée en 2018 est la suivante : 
prairies (44,9 %), zones agricoles hétérogènes (31,4 %), forêts (14 %), terres arables (7,8 %), eaux continentales (1,9 %). L'évolution de l’occupation des sols de la commune et de ses infrastructures peut être observée sur les différentes représentations cartographiques du territoire : la carte de Cassini (XVIIIe siècle), la carte d'état-major (1820-1866) et les cartes ou photos aériennes de l'IGN pour la période actuelle (1950 à aujourd'hui).

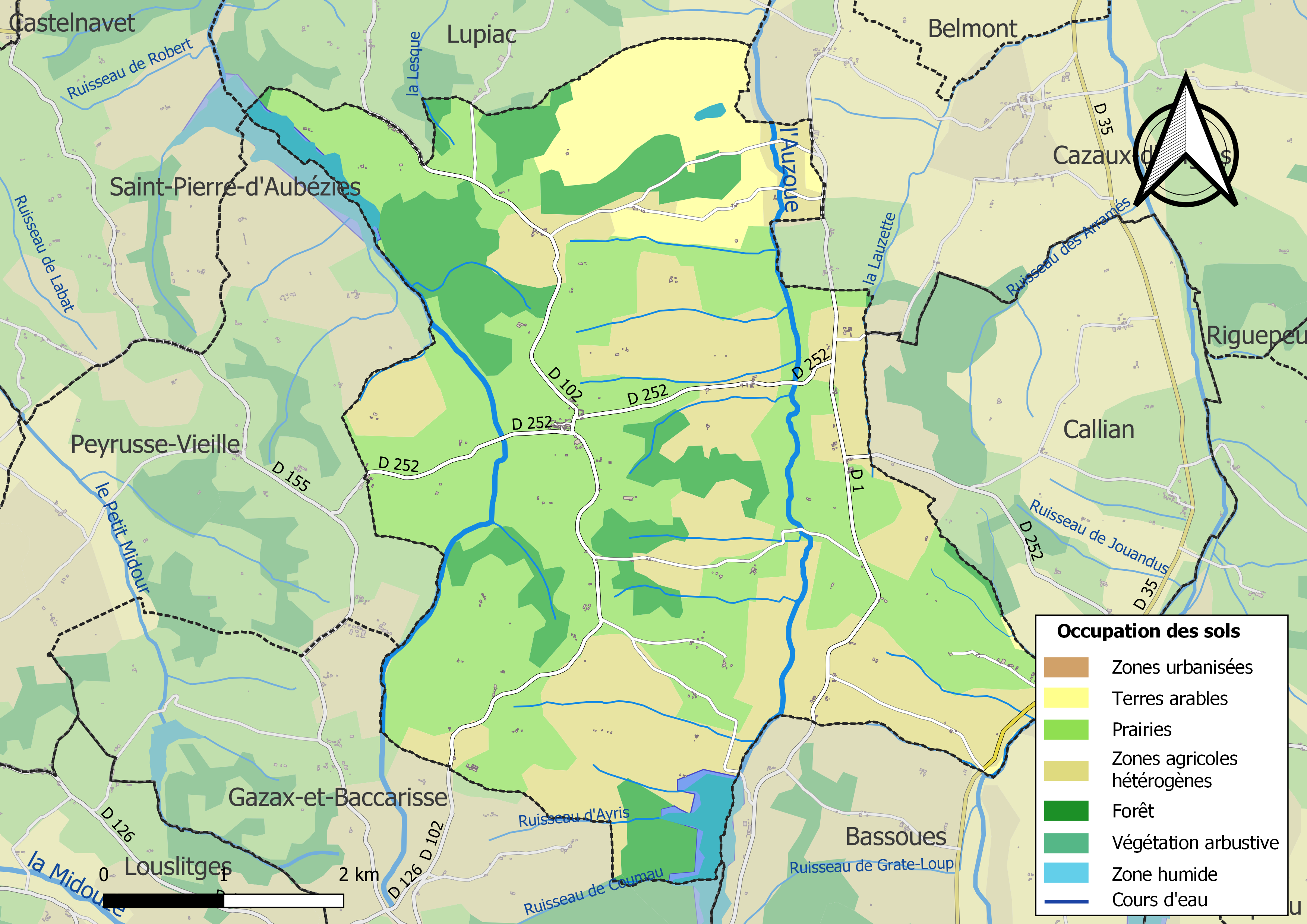
Carte des infrastructures et de l'occupation des sols de la commune en 2018 (CLC).

### Risques majeurs
Le territoire de la commune de Peyrusse-Grande est vulnérable à différents aléas naturels : météorologiques (tempête, orage, neige, grand froid, canicule ou sécheresse) et séisme (sismicité faible). Un site publié par le BRGM permet d'évaluer simplement et rapidement les risques d'un bien localisé soit par son adresse soit par le numéro de sa parcelle.

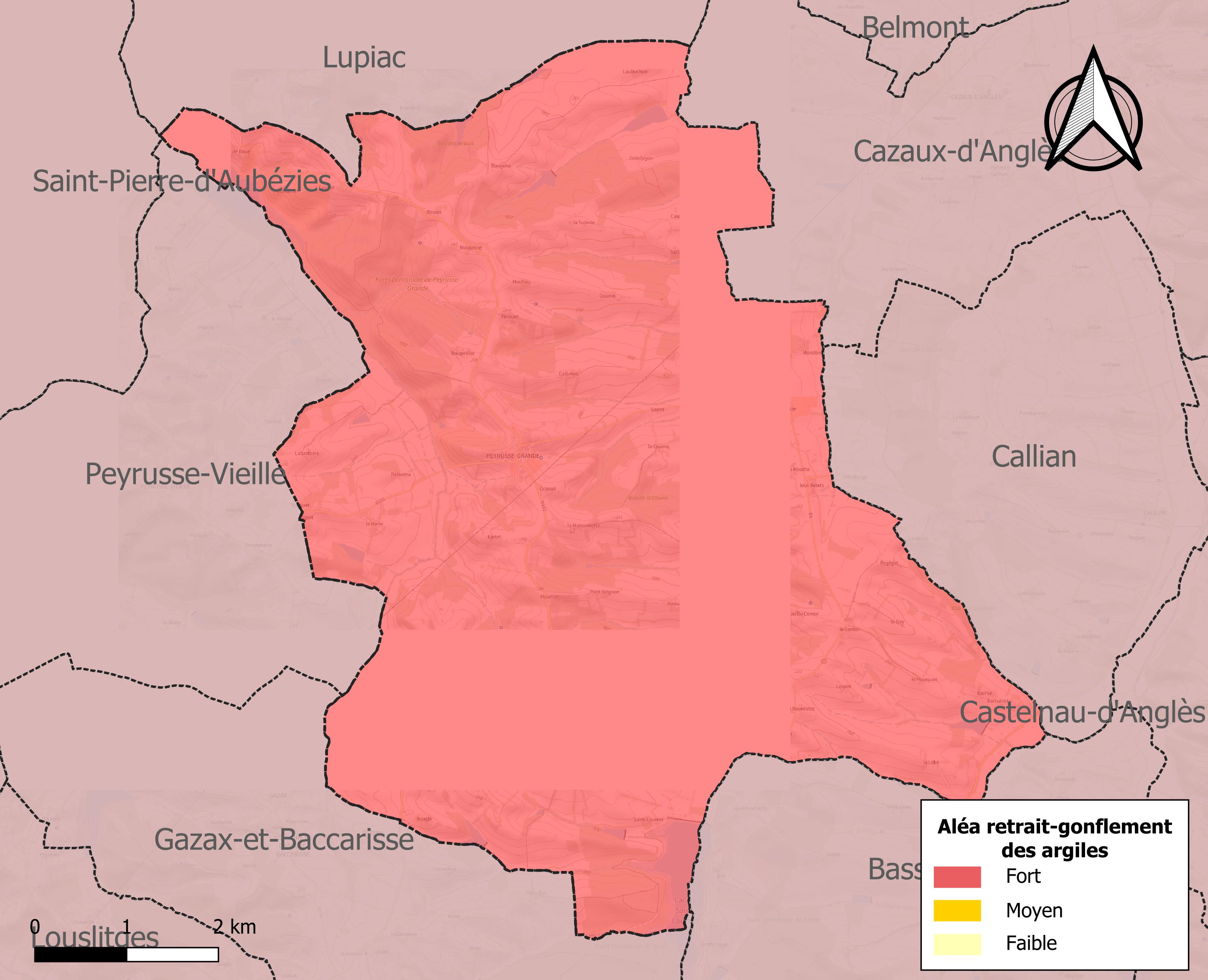
Carte des zones d'aléa retrait-gonflement des sols argileux de Peyrusse-Grande.

Le retrait-gonflement des sols argileux est susceptible d'engendrer des dommages importants aux bâtiments en cas d’alternance de périodes de sécheresse et de pluie. La totalité de la commune est en aléa moyen ou fort (94,5 % au niveau départemental et 48,5 % au niveau national). Sur les 124 bâtiments dénombrés sur la commune en 2019, 124 sont en aléa moyen ou fort, soit 100 %, à comparer aux 93 % au niveau départemental et 54 % au niveau national. Une cartographie de l'exposition du territoire national au retrait gonflement des sols argileux est disponible sur le site du BRGM,.
Par ailleurs, afin de mieux appréhender le risque d’affaissement de terrain, l'inventaire national des cavités souterraines permet de localiser celles situées sur la commune.
La commune a été reconnue en état de catastrophe naturelle au titre des dommages causés par les inondations et coulées de boue survenues en 1983, 1999, 2003, 2009 et 2020. Concernant les mouvements de terrains, la commune a été reconnue en état de catastrophe naturelle au titre des dommages causés par la sécheresse en 1989, 1991 et 2012 et par des mouvements de terrain en 1999.

### Enseignement

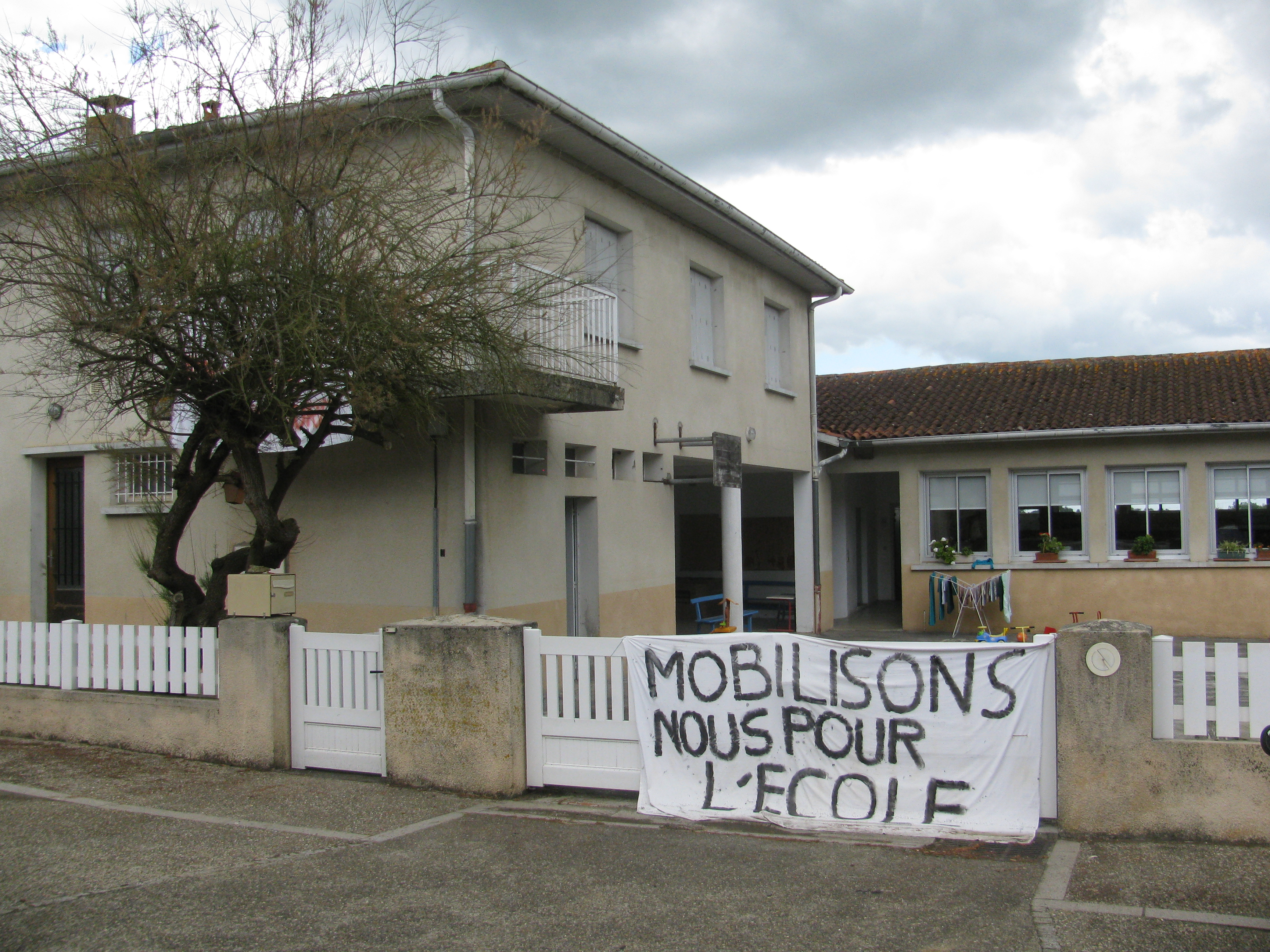
école à Peyrusse-Grande

## Toponymie
Peirussa Grana en gascon

## Politique et administration

### Liste des maires
| Période                                  | Période  | Identité           | Étiquette | Qualité     |
| ---------------------------------------- | -------- | ------------------ | --------- | ----------- |
| avant 1981                               | ?        | Pierre Dupuy       |           |             |
| mars 2001                                | 2014     | Aimé Villeneuve    |           |             |
| 2014                                     | En cours | William Villeneuve | LR        | Agriculteur |
| Les données manquantes sont à compléter. |          |                    |           |             |

## Population et société

### Démographie
L'évolution du nombre d'habitants est connue à travers les recensements de la population effectués dans la commune depuis 1793. Pour les communes de moins de 10 000 habitants, une enquête de recensement portant sur toute la population est réalisée tous les cinq ans, les populations de référence des années intermédiaires étant quant à elles estimées par interpolation ou extrapolation. Pour la commune, le premier recensement exhaustif entrant dans le cadre du nouveau dispositif a été réalisé en 2005.

En 2022, la commune comptait 149 habitants, en évolution de −9,15 % par rapport à 2016 (Gers : +1,04 %, France hors Mayotte : +2,11 %).
| 1793 | 1800 | 1806  | 1821  | 1831  | 1841  | 1846  | 1851  | 1856  |
| ---- | ---- | ----- | ----- | ----- | ----- | ----- | ----- | ----- |
| 942  | 987  | 1 072 | 1 010 | 1 250 | 1 154 | 1 180 | 1 090 | 1 052 |

| 1861  | 1866 | 1872 | 1876 | 1881 | 1886 | 1891 | 1896 | 1901 |
| ----- | ---- | ---- | ---- | ---- | ---- | ---- | ---- | ---- |
| 1 003 | 997  | 861  | 876  | 831  | 770  | 685  | 640  | 587  |

| 1906 | 1911 | 1921 | 1926 | 1931 | 1936 | 1946 | 1954 | 1962 |
| ---- | ---- | ---- | ---- | ---- | ---- | ---- | ---- | ---- |
| 595  | 602  | 488  | 479  | 456  | 429  | 416  | 366  | 350  |

| 1968 | 1975 | 1982 | 1990 | 1999 | 2005 | 2006 | 2010 | 2015 |
| ---- | ---- | ---- | ---- | ---- | ---- | ---- | ---- | ---- |
| 316  | 302  | 234  | 211  | 210  | 186  | 184  | 162  | 165  |

| 2020 | 2022 | - | - | - | - | - | - | - |
| ---- | ---- | - | - | - | - | - | - | - |
| 151  | 149  | - | - | - | - | - | - | - |

## Économie

### Revenus
En 2018  (données Insee publiées en septembre 2021), la commune compte 76 ménages fiscaux, regroupant 150 personnes. La médiane du revenu disponible par unité de consommation est de 18 370 € (20 820 € dans le département).

### Emploi
|                | 2008  | 2013  | 2018  |
| -------------- | ----- | ----- | ----- |
| Commune        | 4,5 % | 5,6 % | 2,7 % |
| Département    | 6,1 % | 7,5 % | 8,2 % |
| France entière | 8,3 % | 10 %  | 10 %  |

En 2018, la population âgée de 15 à 64 ans s'élève à 78 personnes, parmi lesquelles on compte 78,4 % d'actifs (75,7 % ayant un emploi et 2,7 % de chômeurs) et 21,6 % d'inactifs,. Depuis 2008, le taux de chômage communal (au sens du recensement) des 15-64 ans est inférieur à celui de la France et du département.
La commune est hors attraction des villes,. Elle compte 41 emplois en 2018, contre 46 en 2013 et 55 en 2008. Le nombre d'actifs ayant un emploi résidant dans la commune est de 65, soit un indicateur de concentration d'emploi de 64,1 % et un taux d'activité parmi les 15 ans ou plus de 45,3 %.
Sur ces 65 actifs de 15 ans ou plus ayant un emploi, 26 travaillent dans la commune, soit 41 % des habitants. Pour se rendre au travail, 72,2 % des habitants utilisent un véhicule personnel ou de fonction à quatre roues, 1,6 % les transports en commun, 13 % s'y rendent en deux-roues, à vélo ou à pied et 13,1 % n'ont pas besoin de transport (travail au domicile).

### Activités hors agriculture
17 établissements sont implantés  à Peyrusse-Grande au 31 décembre 2019.
Le secteur du commerce de gros et de détail, des transports, de l'hébergement et de la restauration est prépondérant sur la commune puisqu'il représente 29,4 % du nombre total d'établissements de la commune (5 sur les 17 entreprises implantées  à Peyrusse-Grande), contre 27,7 % au niveau départemental.

### Agriculture
La commune est dans le « Haut-Armagnac », une petite région agricole occupant le centre du département du Gers. En 2020, l'orientation technico-économique de l'agriculture  sur la commune est la polyculture et/ou le polyélevage.
|               | 1988  | 2000  | 2010  | 2020  |
| ------------- | ----- | ----- | ----- | ----- |
| Exploitations | 40    | 32    | 31    | 27    |
| SAU (ha)      | 1 622 | 1 498 | 1 807 | 1 647 |

Le nombre d'exploitations agricoles en activité et ayant leur siège dans la commune est passé de 40 lors du recensement agricole de 1988  à 32 en 2000 puis à 31 en 2010 et enfin à 27 en 2020, soit une baisse de 32 % en 32 ans. Le même mouvement est observé à l'échelle du département qui a perdu pendant cette période 51 % de ses exploitations,. La surface agricole utilisée sur la commune a quant à elle augmenté, passant de 1 622 ha en 1988 à 1 647 ha en 2020. Parallèlement la surface agricole utilisée moyenne par exploitation a augmenté, passant de 41 à 61 ha.

## Culture locale et patrimoine

### Lieux et monuments

#### Prieuré de Saint-Mamet

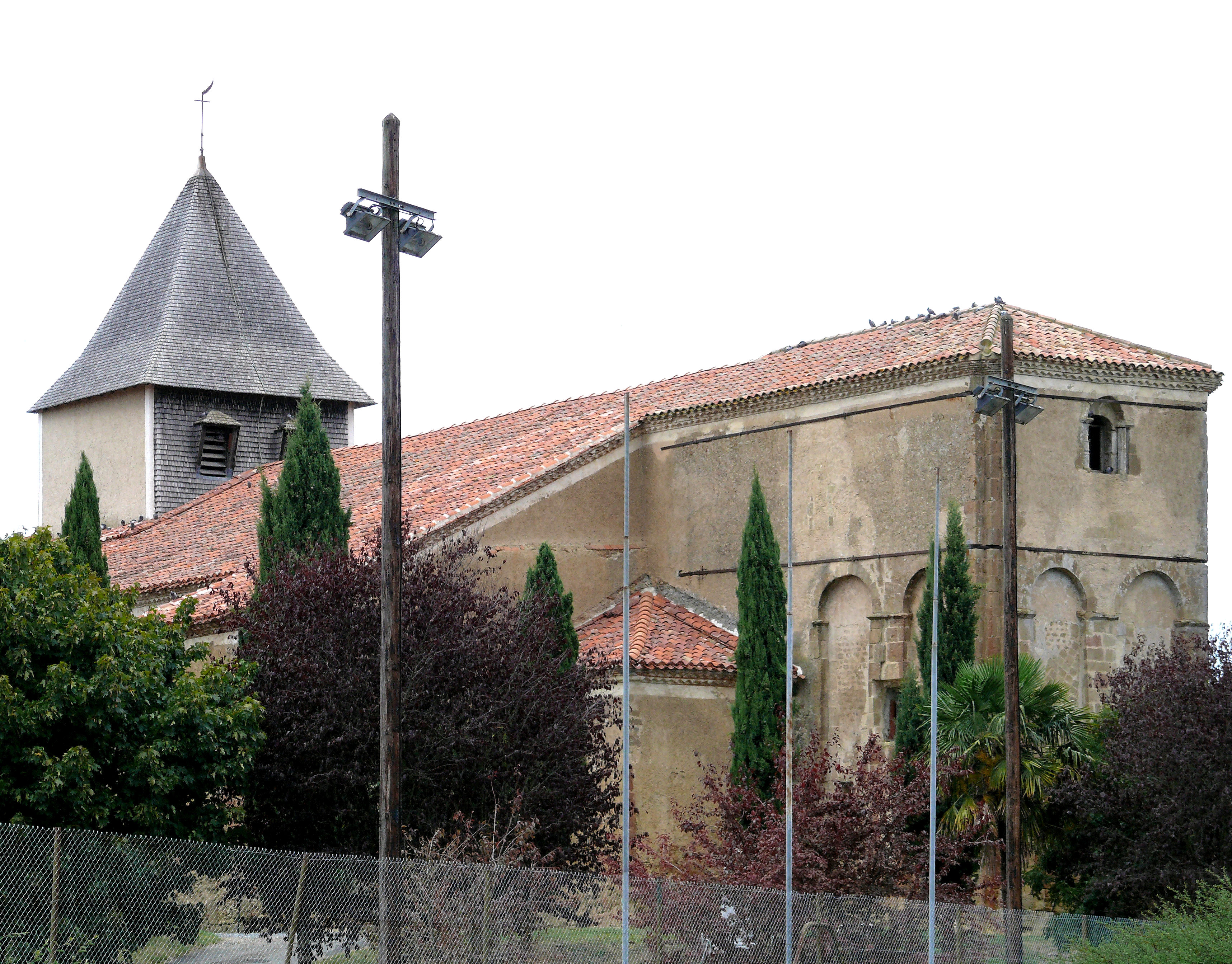
Église Saint-Mamet, ensemble.

Le prieuré de Saint-Mamet est un exemple de ces fondations monastiques qui se multiplièrent au cours du XIe siècle : Saint-Mont, Saint-Sever, Maubourguet… La Gascogne, jusqu'alors pauvre et longtemps fermée sur elle-même va se transformer rapidement. L'église du prieuré de Saint-Mamet est un des témoins de ce développement du XIe siècle.
Le prieuré de Peyrusse-Grande n'apparait pas explicitement dans les textes avant 1115. Il est cité comme étant une possession du prieuré clunisien de Saint-Orens d'Auch.

#### Église de Saint-Mamet
L'église Saint-Mamet, est un édifice de style clunisien construit à partir du XIe siècle, et modifié aux XVIe, XVIIe et XIXe siècles.
L'église est caractérisée par un roman archaïque qui pourrait tromper l'amateur d'art ou le touriste sur son ancienneté.
La partie la plus ancienne est le chœur profond avec une abside voûtée en cul-de-four, les deux chapelles latérales parallèles avec leurs absides, une partie du transept et les piliers de la nef. Un étage a été placé au-dessus du chœur. La nef a été élargie de deux bas-côtés plafonnés au XVIe – XVIIe siècle.
Son chevet très élevé possède des arcatures ornées de pierres losangées et dans les contreforts, d'étroites fenêtres, aujourd'hui bouchées, dont les piédroits et les bases portent de riches sculptures. Le chevet est plat à l'extérieur, mais semi-circulaire à l'intérieur. Il est cloisonné et renferme une abside et deux absidioles aux dimensions et de profondeur très inégales.
La décoration intérieure de l'église de Saint-Mamet est aussi riche qu'à l'extérieur avec des arcades et des chapiteaux sculptés aux thèmes archaïques : oiseaux buvant dans un vase.. À noter l'importance accordée au décor d'entrelacs si rare en Gascogne : tresses, cercles noués, nœuds à deux pointes, épannelages cubiques, palmettes.. Ce décor s'observe sur les encadrements de fenêtres, sur les impostes du chœur, sur les tailloirs ou les corbeilles des chapiteaux de l'abside.
L'impression d'archaïsme de l'édifice est donnée par le chœur cloisonné, par le chevet renforcé extérieurement, par les décors des arcatures ou des pilastres, par les fenêtres ouvertes dans les contreforts, par la présence autrefois de salles en étage au-dessus du chœur sans communication avec l'intérieur de l'église, par la nature des divers appareils utilisés pour sa construction et enfin par les sculptures comme le chrisme très fruste qui surmonte le portail.
L'église a été classée monument historique le 29 mars 1972.

#### Site de Comort
La motte de plan quadrangulaire, entourée de fossés talutés, présente un logis avec des murs de 1,2 mètre d'épaisseur. Ont peut le dater de la fin du XIIIe ou au XIVe siècle d'après ses caractéristiques architecturales. Son premier niveau, bâti à l'est de la motte à l'emplacement des fossés, est souterrain et aveugle. Il se présente sous la forme d'une pièce voûtée en berceau de 7,10 sur 6,90 mètres et d'une hauteur de 4,50 mètres. On y accédait par un escalier situé dans l'angle sud-ouest du bâtiment, quant à l'aération elle était assurée par une baie percée au centre du mur méridional. Ce niveau devait probablement servir d'espace de stockage.

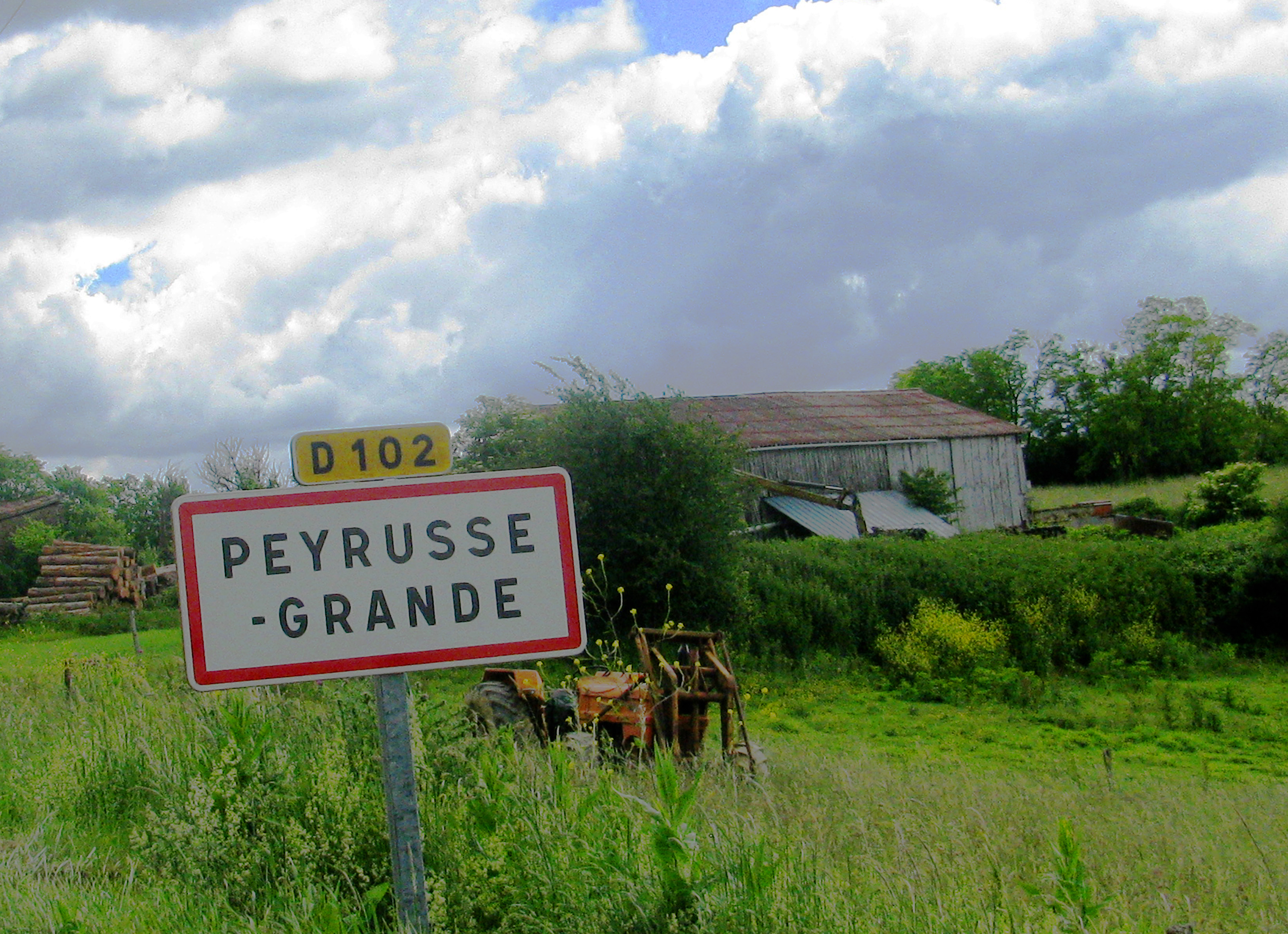
L'entrée du village.
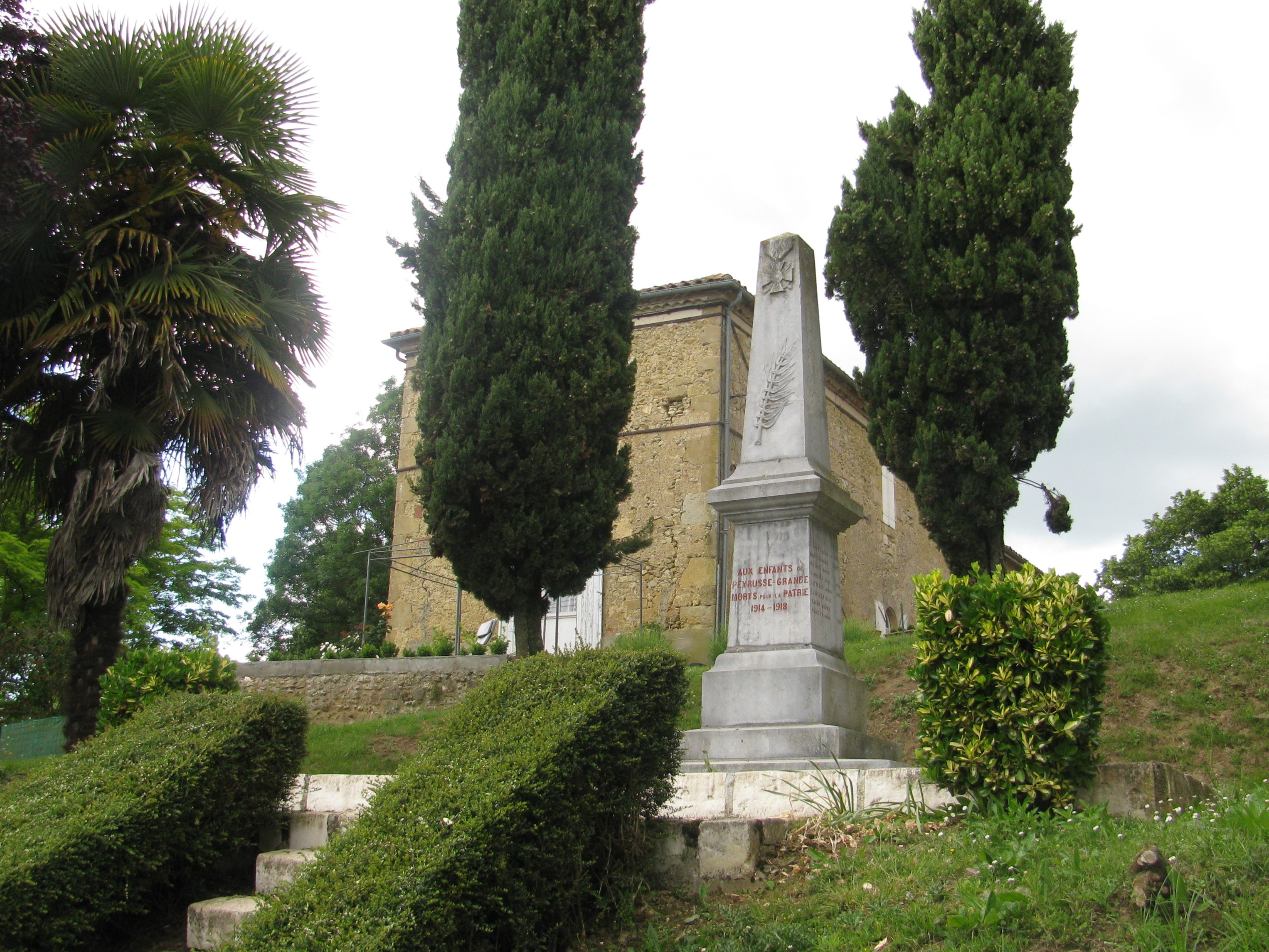
Le monument aux morts.
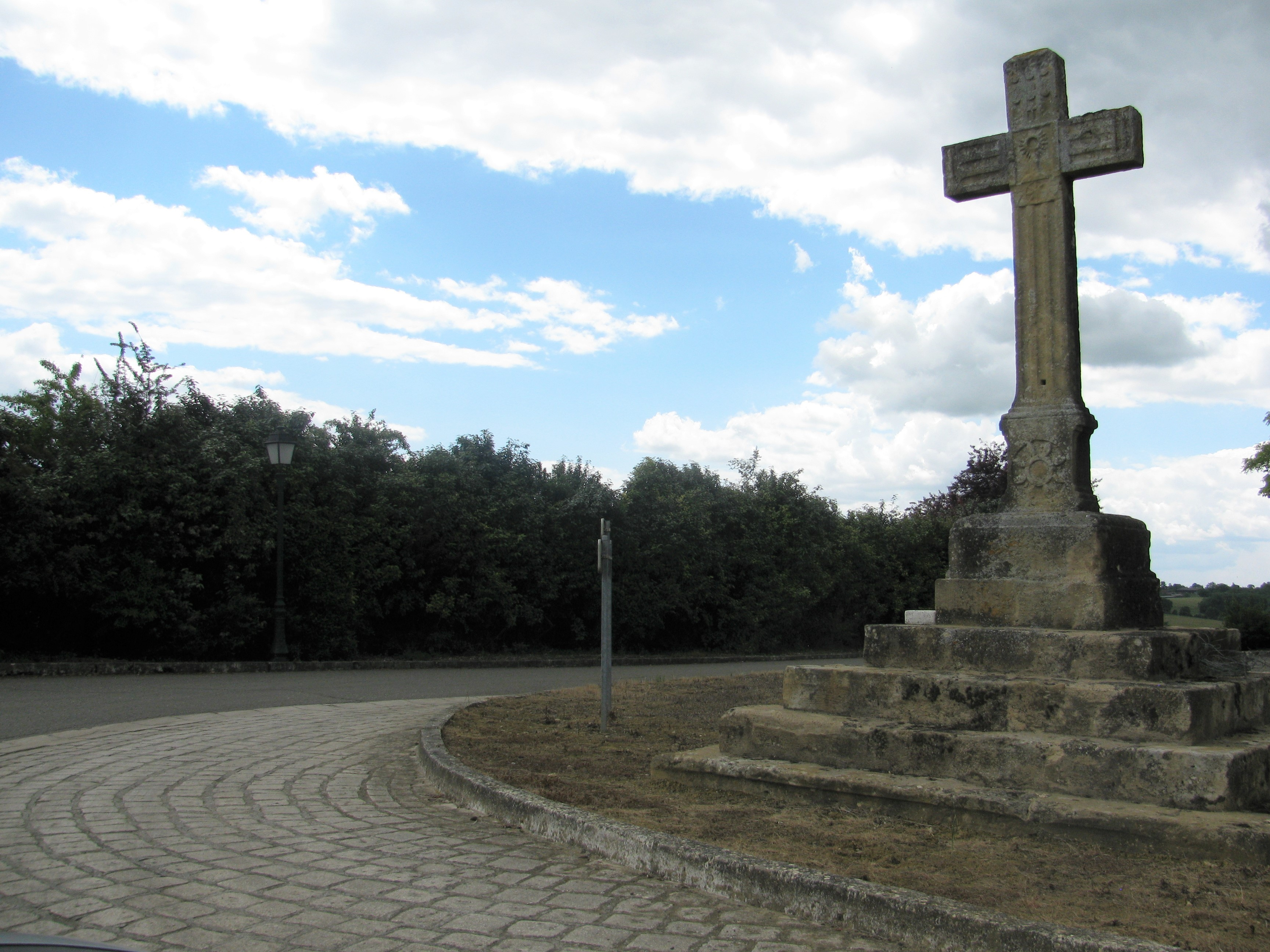
Une croix monumentale.
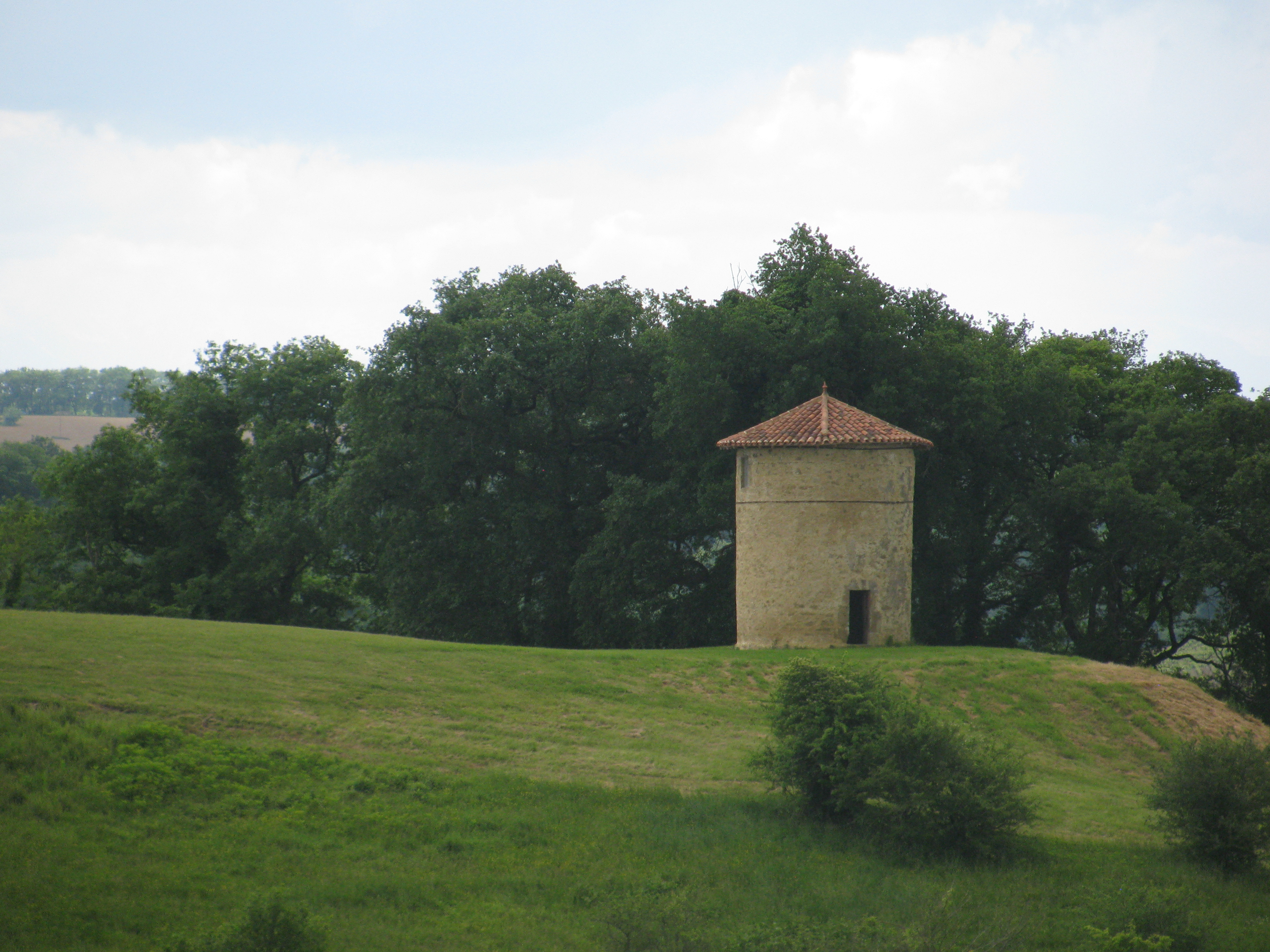
Un pigeonnier.
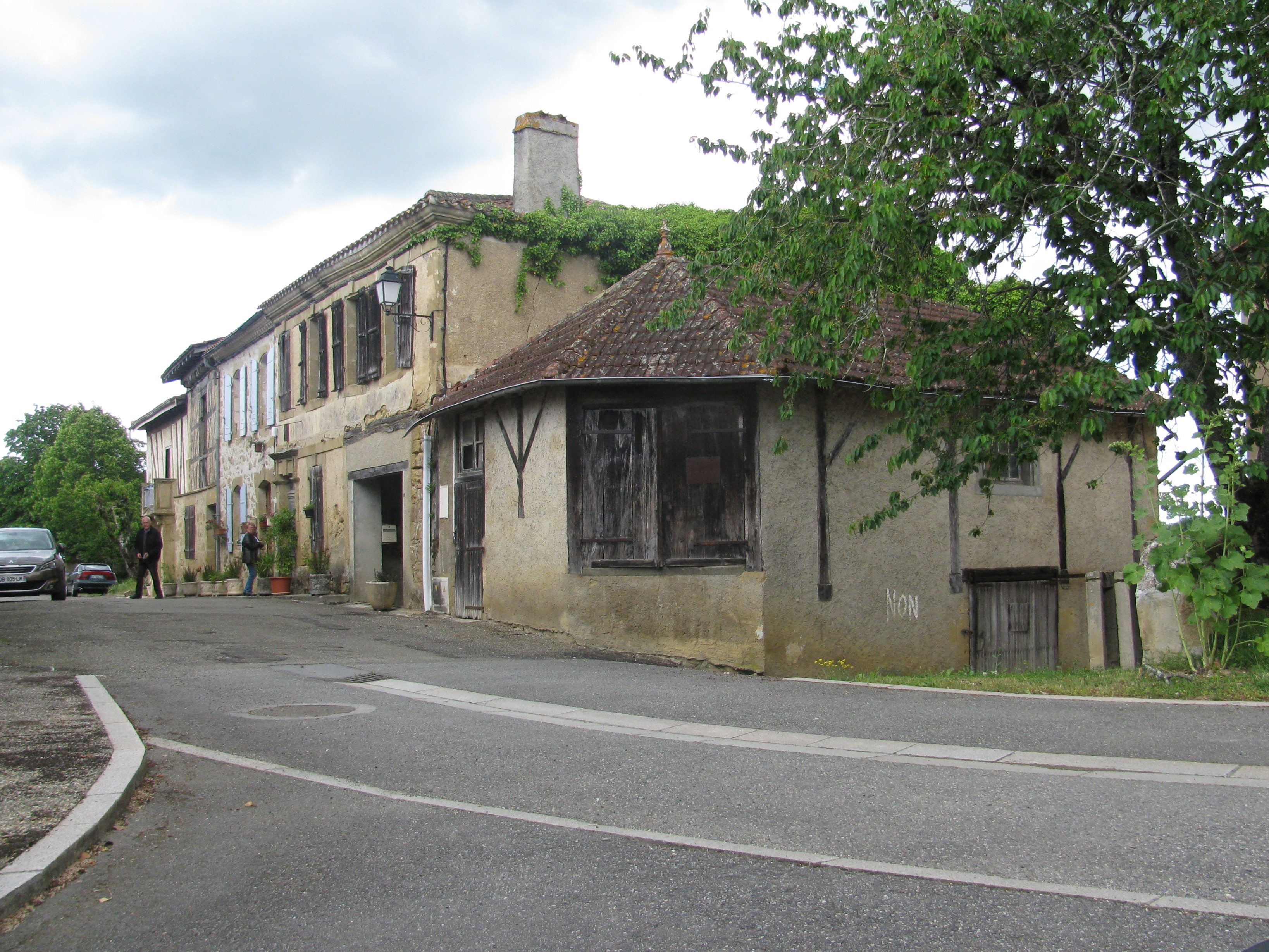
Maisons.